# 高方启
高方启（1915年—1966年），河北深县人，中华人民共和国政治人物。
担任飞机制造专家。沈阳五三工厂厂长。1954年，当选第一届全国人民代表大会代表。